# (37062) 2000 UR45
2000 UR45 (asteroide 37062) é um asteroide da cintura principal. Possui uma excentricidade de 0.12417400 e uma inclinação de 5.13206º.
Este asteroide foi descoberto no dia 24 de outubro de 2000 por LINEAR em Socorro.